# Raoul Adam
Pour les articles homonymes, voir Adam (homonymie).
Raoul Adam, né le 22 juillet 1881 à La Châtre, et mort le 12 octobre 1948 à Nohant-Vic, est un peintre paysagiste français.

## Biographie
Raoul Adam, né le 22 juillet 1881 à La Châtre, a étudié à Paris puis a suivi les cours des arts décoratifs. Il fréquente les ateliers de Cormon et de Gustave Colin et ses premiers tableaux ont pour sujet la vallée de la Creuse. La Vallée noire où il est installé, l'inspire dans ses peintures de paysages. Il a exposé à Paris au Salon de la Société Nationale des Beaux-Arts à partir de 1912.
Il a résidé successivement à Éguzon, Châteauroux, Thevet-Saint-Julien et Nohant-Vic.
Il meurt le 12 octobre 1948 dans l'atelier qu'il avait fait construire en 1939 à Nohant-Vic, dans le village de Nohant. Il repose au cimetière de Nohant.

## Expositions
- 2011 : Nohant-Vic (posthume)[3]